# Droit de suite (journalisme)
Dans le jargon journalistique, le droit de suite désigne la possibilité pour un(e) journaliste de questionner un interviewé sur des propos qu'il ou elle a tenus antérieurement, en particulier lorsque ces propos ont été tenus devant le ou la même journaliste, afin de mettre la personne interrogée  face à ses contradictions.
Différemment exercé par les journalistes selon les individus et les traditions nationales (les journalistes anglo-saxons sont réputés plus incisifs), le droit de suite a trouvé une nouvelle vigueur, en France, à travers le développement du web-journalisme, sur Internet et sur les nouveaux médias.

## Référence
1. ↑  http://owni.fr/2011/04/13/2012-tournant-du-journalisme-web/